# آلن کورک
آلن کورک (انگلیسی: Alan Cork؛ زادهٔ ۴ مارس ۱۹۵۹) بازیکن فوتبال اهل بریتانیا است.
از باشگاه‌هایی که به خوبی در آن بازی کرده‌ است می‌توان به باشگاه فوتبال دربی کانتی، باشگاه فوتبال فولام، باشگاه فوتبال شفیلد یونایتد، باشگاه فوتبال لینکولن سیتی، و باشگاه فوتبال ویمبلدون اشاره کرد..